# サハロフ賞
サハロフ賞（サハロフしょう）とは、人権と思想の自由を守るために献身的な活動をしてきた個人や団体をたたえる賞。1988年12月に欧州議会が創設した。賞の名称はソビエト連邦の物理学者で反体制運動家のアンドレイ・サハロフに由来する。欧州議会の外交委員会と開発委員会が授賞候補者を選定し、毎年10月に受賞者を発表している。2010年の時点では、副賞として5万ユーロが贈呈されている。
初の受賞者となったのは、南アフリカ共和国でアパルトヘイト廃止運動のために終身刑で服役中だったネルソン・マンデラと、ソビエト連邦において労働収容所（強制収容所）での実体験を公刊した末に1986年に獄中死していたロシア人のアナトリー・マルチェンコであった。
2011年には「アラブの春の活動家達」名義で、4カ国5名の活動家が受賞した。サハロフ賞は個人のほかに団体にも授賞しており、1992年にはアルゼンチンの5月広場の母たちに、2009年にロシアの市民運動団体メモリアルが受賞した。2022年にはロシアのウクライナ侵攻に対して抵抗を続けるウクライナ国民に対して授賞が行われ、一国の国民全体に対する初の授賞例となった。2024年はベネズエラの野党指導者であるマリア・マチャドと野党候補者として同年の大統領選挙(en:)に立候補したエドムンド・ムルティアが受賞した。
サハロフ賞の授賞式は毎年12月10日に行われており、この日は国際連合総会で1948年に世界人権宣言が採択された日で、世界人権デーに制定されている。ただし、民主化運動などの反体制活動のため居住国の政府により出国が認められない、あるいはその活動によって既に死亡している受賞者も多数存在し、その場合には代理人が同賞を受賞する。
また、欧州議会を構成する欧州連合の加盟国であるスウェーデンにあるノーベル財団が選考するノーベル平和賞との重複受賞者としてはネルソン・マンデラ、アウンサンスーチー、マララ・ユスフザイ、デニ・ムクウェゲの4人がおり、特にアウンサンスーチーは1990年に同年内で両賞を、ユフフザイは2013年のサハロフ賞受賞の翌2014年にノーベル平和賞を受賞している。

## 受賞者
- 1988年 - ネルソン・マンデラ（南アフリカ共和国）、アナトリー・マルチェンコ（英語版）（ソビエト連邦、受賞時は既に故人）
- 1989年 - アレクサンデル・ドゥプチェク（チェコスロバキア）
- 1990年 - アウンサンスーチー（ミャンマー）(※ 賞を受け取ったのは自宅軟禁からの解放後2013年。2020年9月10日、欧州議会はアウンサンスーチーがロヒンギャに対する犯罪行為を容認し、行動を怠っているとして受賞者としての活動資格を停止した。サハロフ賞として初めての措置だが、受賞者としては残る[5]。）
- 1991年 - アデム・デマチ（英語版）（ユーゴスラビア社会主義連邦共和国）
- 1992年 - 5月広場の母たち（英語版）（アルゼンチン）
- 1993年 - オスロボジェニ（英語版）（ボスニア・ヘルツェゴビナ）
- 1994年 - タスリマ・ナスリン（バングラデシュ）
- 1995年 - レイラ・ザーナ（トルコ）
- 1996年 - 魏京生（中華人民共和国）
- 1997年 - サリーマ・ゲザーリー（英語版）（アルジェリア）
- 1998年 - イブラヒム・ルゴヴァ（ユーゴスラビア連邦共和国）
- 1999年 - シャナナ・グスマン（東ティモール）
- 2000年 - バスタ・ヤ!（英語版）（スペイン）
- 2001年 - ヌリト・ペレド＝エルハナン（英語版）（イスラエル）、イッザト・ガッザーウィ（英語版）（パレスチナ）、ザカリアス・カムウェンホ（英語版）（アンゴラ）
- 2002年 - オズワルド・パヤ（英語版）（キューバ）
- 2003年 - 国際連合
- 2004年 - ベラルーシジャーナリスト協会（英語版）
- 2005年 - ダマス・デ・ブランコ（英語版）（キューバ）、国境なき記者団、ハウワ・イブラヒム（ナイジェリア）
- 2006年 - アレクサンダル・ミリンキエヴィチ（英語版）（ベラルーシ）
- 2007年 - サーリフ・マフムード・オスマーン（英語版）（スーダン）
- 2008年 - 胡佳（中華人民共和国）
- 2009年 - メモリアル（ロシア）
- 2010年 - ギジェルモ・ファリニャス（英語版）（キューバ）
- 2011年 - 「アラブの春」の活動家達
  - アスマー・マフフーズ（英語版）（エジプト）
  - アフマド・アッ＝ズバイル・アッ＝サヌーシー（英語版）（リビア）
  - ラザーン・ザイトゥーナ（シリア）
  - アリー・ファルザート（英語版）（シリア）
  - モハメド・ブアジジ（チュニジア、ジャスミン革命の発端となった、焼身自殺を図った人物）
- 2012年
  - ジャアファル・パナーヒー（イラン）
  - ナスリーン・ソトゥーデ（英語版）（イラン）
- 2013年 - マララ・ユスフザイ（パキスタン）
- 2014年 - デニ・ムクウェゲ（コンゴ民主共和国）
- 2015年 - レイフ・バダウィ（サウジアラビア）
- 2016年 - ナディア・ムラド、ラミヤ・アジ・バシャル（英語版）（イラク）[6]
- 2017年 - ベネズエラの民主主義的野党勢力
- 2018年 - オレグ・センツォフ（ウクライナ）
- 2019年 - イリハム・トフティ（中華人民共和国、ウイグル人民族学者）
- 2020年 - マリア・コレスニコワ(ベラルーシの民主主義的野党勢力)
- 2021年 - アレクセイ・ナワリヌイ（ロシア）[7]
- 2022年 - 2022年ロシアのウクライナ侵攻に対して抵抗するウクライナ国民[8]
- 2023年 - マフサ・アミニ（イラン、故人）
- 2024年 - マリア・マチャド(en:, es:)（ベネズエラ）、エドムンド・ウルティア(en:, es:)（ベネズエラ）